# 林得恩
林得恩，前空軍氣象聯隊聯隊長、國立台灣大學大氣科學博士、台灣氣象專家。

## 簡歷
林得恩成長於台南二空新村 ，高中畢業後報考空軍通信電子學校氣象科，於1987年畢業。之後再進修文化大學及取得國立台灣大學大氣科學博士學位。
1987年開始從事氣象工作，在中華民國空軍先後歷任氣象聯隊參謀、氣象中心科長、聯隊氣象副組長、松指部八天中主任、空軍氣象聯隊聯隊長等職。
林得恩於擔任空軍氣象聯隊聯隊長期間，長期致力氣候變遷監測與研究，不僅奠定與民間良好合作基礎，更使軍事氣象獲得良性的交流、發展。分別榮膺2011年空軍航空技術學院傑出校友及2014年中華民國氣象學會最高榮譽「特殊貢獻及資深績優氣象人員」獎。
退伍後轉任文職，執教於國防大學理工學院及國立台灣大學。
現經營「林老師氣象站 」入口網站。

## 氣象專業
- 天氣診斷
- 中尺度氣象學
- 防災氣象
- 航空氣象[11]

## 榮譽
- 空軍航空技術學院傑出校友  (2011年)
- 中華民國氣象學會「特殊貢獻及資深績優氣象人員」獎  (2014年)

## 外部連結
- 林老師氣象站